# Iglesia católica en Haití
La Iglesia católica está presente en Haití, país en el que cuenta con diez diócesis, incluidas dos arquidiócesis. La patrona nacional de Haití es la virgen del Perpetuo Socorro.

## Colonización y la primera ola de evangelización (1511-1806)
Las diócesis de Santo Domingo y Concepción de la Vega fueron fundadas en 1511, y la isla Hispaniola que Haití comparte con la República Dominicana, fue dividida entre estos obispados. En el año de 1527 Concepción fue incorporada a Santo Domingo, que permaneció como la única diócesis hasta el año de 1862. Muchos clérigos regulares vinieron con los franceses al territorio que era hasta ese momento era francés, especialmente los dominicos y los capuchinos. Los dominicos se dedicaron especialmente a la misión en la parte occidental de la colonia, y fueron durante un tiempo apoyados en ella por otras órdenes y sacerdotes seculares. . 

Catedral Notre-Dame de Puerto Príncipe

Los dominicos también fueron designados como misioneros en la parte sur de la isla. Los capuchinos, que cuidaban la parte norte de la isla, y también fueron asistidos por otras órdenes y sacerdotes seculares, pronto no pudieron suministrar suficientes misioneros. Se cuenta que abandonaron esta misión de evangelización en el año de 1704, y fueron reemplazados por los jesuitas, que trabajaron allí hasta su expulsión a fines del año 1763. Siguieron sacerdotes seculares, pero después de cinco años fueron reemplazados por los capuchinos.
La Revolución Haitiana puso fin a la primera ola de evangelización. La influencia del clero cesó en la parte norte del país, la misión occidental mejoró bajo la ocupación británica de 1794 a 1798, mientras que, en el sur, el prefecto apostólico Père Viriot, fue asesinado.  
Cuando el líder de la revolución Toussaint L'Ouverture llegó al poder en el año de 1800, restauró los derechos de la Iglesia católica. Sin embargo, el consejo de obispos constitucionales de París nombró a un obispo de Santo Domingo, que nunca obtuvo reconocimiento del jefe de la revolución haitiana Toussaint, o de los capuchinos. 
En 1802 el general Leclere restauró las antiguas jurisdicciones de Cabo Haitiano y Puerto Príncipe, y nombrados como prefectos apostólicos a Pères Corneille Brelle, O. Cap. y Lecun, OP. Estos nombramientos fueron confirmados por el Vaticano. Las tensiones aumentaron a medida que se extendía la pobreza, el maltrato de esclavos era común y crecía un sistema de clases entre una minoría católica francófona y la mayoría criolla más pobre. 
Los esclavos haitianos se rebelaron en el año de 1804 y, bajo el liderazgo de Jean-Jacques Dessalines, Haití se convirtió en la primera nación negra independiente. Después de una masacre en 1804, casi todo el clero abandonó la colonia. Durante los dos años siguientes, un ex sacristán celebró los únicos servicios religiosos que se ofrecieron en Puerto Príncipe. Después del derrocamiento de Jean-Jacques Dessalines en 1806, algunos misioneros regresaron.

## El Concordato y la segunda ola de evangelización (1860-1910)
Después de años de negociaciones, el 28 de marzo de 1860 se firmó un concordato entre la Iglesia católica y el gobierno haitiano. En diciembre de 1860, llegó  Monetti como delegado de la Iglesia. El Papa Pío IX firmó el Concordato con Haití.

El concordato disponía que la Iglesia Católica tendría la protección especial del Gobierno. El presidente nombraría al arzobispo y a los obispos, pero el Papa podría negarles la institución canónica. El clero recibió un salario anual de 1200 francos del Estado ". 

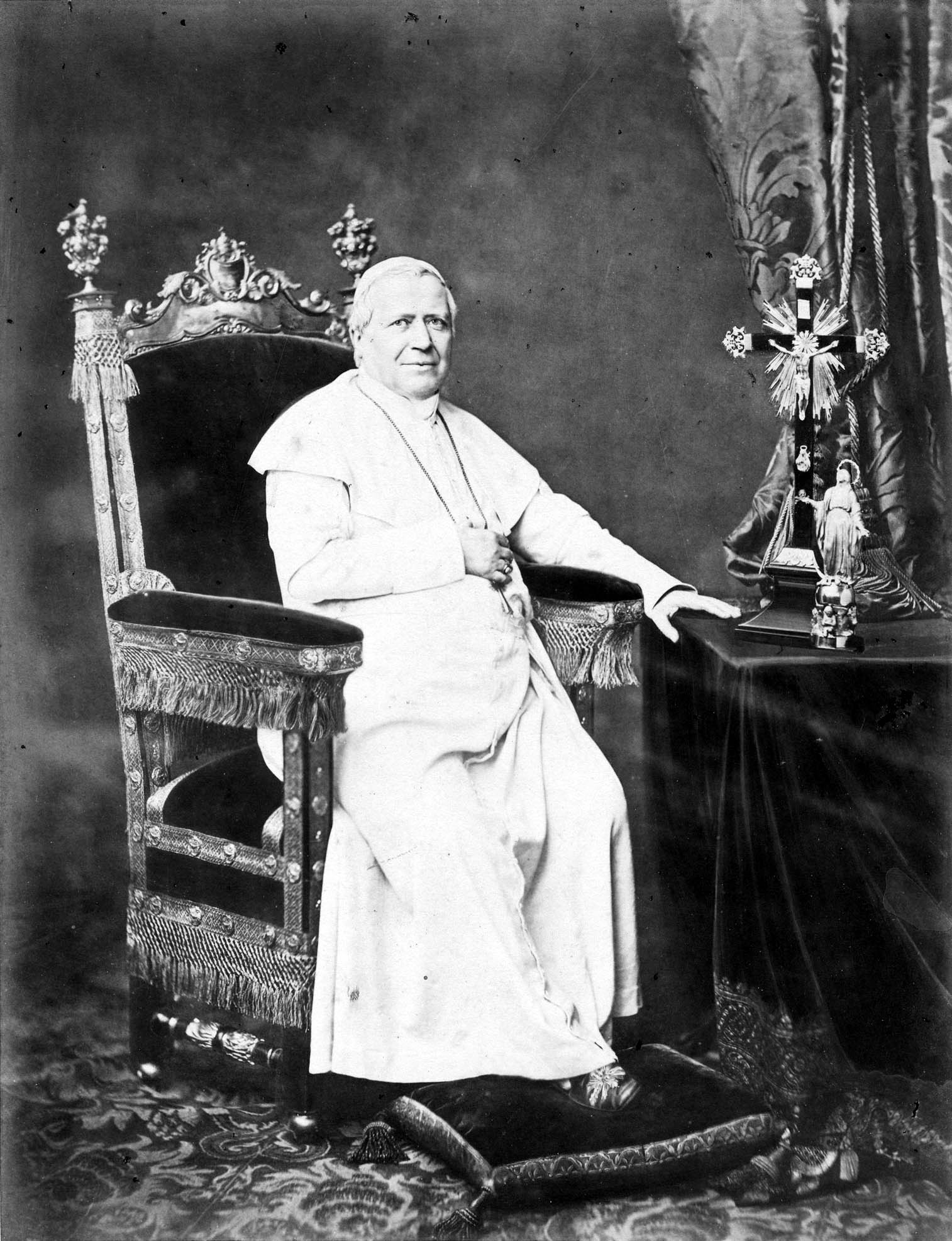
El Papa Pío IX firmó el Concordato con Haití el 28 de marzo de 1860

En 1861 se erigieron cinco obispados; el arzobispado de Puerto Príncipe y las sedes de Cabo Haitiano, Los Cayos, Les Gonaïves y Port-de-Paix. Inicialmente, el arzobispo de Puerto Príncipe administraba todos las diócesis. En 1873 se nombró un obispo independiente a Cabo Haitiano, que también supervisaría la administración de Port-au-Paix. 
En 1893 se nombró un obispo independiente para Los Cayos, mientras que Gonaïves todavía estaba administrado por el arzobispo. del concordato, tres padres de la Congregación del Espíritu Santo y del Sagrado Corazón de María fueron enviados a la capital en Puerto Príncipe. Estos restauraron la organización parroquial regular en la capital. El primer arzobispo, du Cosquer, y su sucesor, Quilloux, visitaron Francia para reclutar nuevos sacerdotes. Debido a las enfermedades del clima tropical, muchos clérigos murieron. En el año de 1906, de los 516 sacerdotes que habían venido de Francia desde el año 1864, 200 habían muerto, 150 seguían en sus puestos y el resto fueron invalidados a Europa. Para asegurar los reclutas, Monseñor du Cosquer estableció el Seminario Saint-Martial en 1864, que se unió con el Seminario Colonial dirigido por los Padres del Espíritu Santo. Recibió una subvención estatal anual de 20.000 francos, cuyo pago, sin embargo, se suspendió debido a los disturbios políticos del año 1867, y en 1869 fue totalmente cerrado. 
En 1870, debido a la guerra, los Padres del Espíritu Santo abandonaron la dirección del seminario. Monseñor Quilloux fundó un nuevo seminario en Pontchâteau en 1873 bajo la dirección de los Padres de la Sociedad de María. Finalmente en 1893 el seminario fue trasladado a Finisterre y su dirección confiada a los sacerdotes seculares. En 1909, el Seminario Pontchâteau había enviado 196 sacerdotes a Haití, y Jacques había enviado 171 para 92 parroquias.

## La lucha y la reconciliación con la cultura vudú (1934-1990)
Después de que terminó la ocupación estadounidense en 1934, hubo una lucha constante por el poder entre la Iglesia católica y los seguidores del vudú . El pequeño número de sacerdotes y miembros de institutos religiosos en la década de 1930 ministró principalmente a la élite urbana. Hasta mediados del siglo XX, la mayoría de los sacerdotes eran europeos francófonos, particularmente bretones, que estaban culturalmente distantes de sus feligreses rurales. 
El clero católico era generalmente hostil hacia el vudú, y lideró dos campañas importantes contra la religión en los años de 1896 y 1941. Durante estas campañas, el gobierno prohibió los servicios de vudú y los católicos destruyeron los objetos religiosos del vudú. El clero católico, sin embargo, no ha sido persistentemente militante en su oposición al vudú, y ha tenido relativamente poco impacto en las prácticas religiosas de los pobres de las zonas rurales y urbanas.
El clero generalmente ha dirigido sus energías más hacia la educación de la población urbana que hacia la erradicación del vudú. En las décadas de 1970 y 1980, el uso de música criolla y de batería se volvió común en los servicios católicos. Incorporación de elementos folclóricos en la liturgia, sin embargo, no significó que la actitud de la Iglesia Católica hacia el vudú hubiera cambiado. En la práctica diaria, muchas personas incorporan el catolicismo y el vudú juntos.
Los nacionalistas y otros llegaron a resentirse de la Iglesia católica por su orientación europea y su alianza con la élite mulata .El dictador François Duvalier se opuso a la iglesia más que cualquier otro presidente haitiano. Expulsó al arzobispo de Puerto Príncipe, a la orden jesuita y a numerosos sacerdotes entre 1959 y 1961. En respuesta a estos movimientos, el Vaticano excomulgó al dictador Duvalier. Cuando se restablecieron las relaciones con la iglesia en el año de 1966, se nombró por primera vez a un arzobispo haitiano y el presidente obtuvo el derecho de nominar obispos.
A raíz de la partida de Jean-Claude Duvalier, la iglesia asumió un papel menos activo en la política de Haití. La jerarquía eclesiástica apoyó firmemente la Constitución de 1987 suprimida, que otorgó estatus oficial al criollo y garantizó los derechos humanos básicos, incluido el derecho a practicar el vudú. La alianza con las clases bajas dejó a la Iglesia católica con dos problemas sin resolver a fines de la década de 1980: su relación incómoda con el vudú y su relación con los elementos más radicales del movimiento político que había apoyado.

## La lucha contra la pobreza y la teología de la liberación (1990-2004)
La mitad de la década de 1980 marcó un cambio profundo en la postura de la iglesia sobre temas relacionados con los campesinos y los pobres urbanos. Un reflejo de este cambio fue la declaración del Papa Juan Pablo II , durante una visita a Haití en 1983, afirmando que esto contribuirá "al desarrollo armónico de la Iglesia en Haití""Las cosas deben cambiar".  Galvanizados por la preocupación del Vaticano, el clero católico y los trabajadores laicos pidieron mejoras en los derechos humanos. Los trabajadores laicos ayudaron a desarrollar un movimiento comunitario campesino, especialmente en un centro en Plateau Central. La estación de radio católica, Radio Soleil, jugó un papel clave en la difusión de noticias sobre las acciones del gobierno durante la crisis de 1985-86 y alentó a los opositores al gobierno de Duvalier. Los obispos, particularmente en Jérémie y Cabo Haitiano, denunciaron activamente a Duvalier por presión y violaciones de derechos humanos..
En 1990, un sacerdote de los barrios bajos de Puerto Príncipe fue elegido por el 67% del pueblo: Jean Bertrand Aristide, considerado el primer líder del pueblo desde 1804.
Aunque el cardenal Ratzinger elogió los fundamentos intelectuales de la teología que rechazan la violencia y, en cambio, enfatizan la responsabilidad que los cristianos necesariamente tienen por los pobres y oprimidos",  se opuso firmemente a ciertos elementos de la Teología de la Liberación , a través de la Congregación para la Doctrina de la Fe y el Vaticano en dos ocasiones entre los años de 1984 y 1986 condenaron oficialmente su aceptación del marxismo y la violencia armada. Desde entonces, la Iglesia católica en Haití ha adoptado un enfoque más orante, pacifista y humano en la prestación de ayuda y justicia a los pobres, como se puede demostrar en la conducta del padre Gérard Jean-Juste . 

## sigloXXI
La Catedral de Nuestra Señora de la Asunción después de su colapso durante el terremoto de Haití de 2010 mantiene aun el edificio en ruinas. como otros establecimientos religiosos

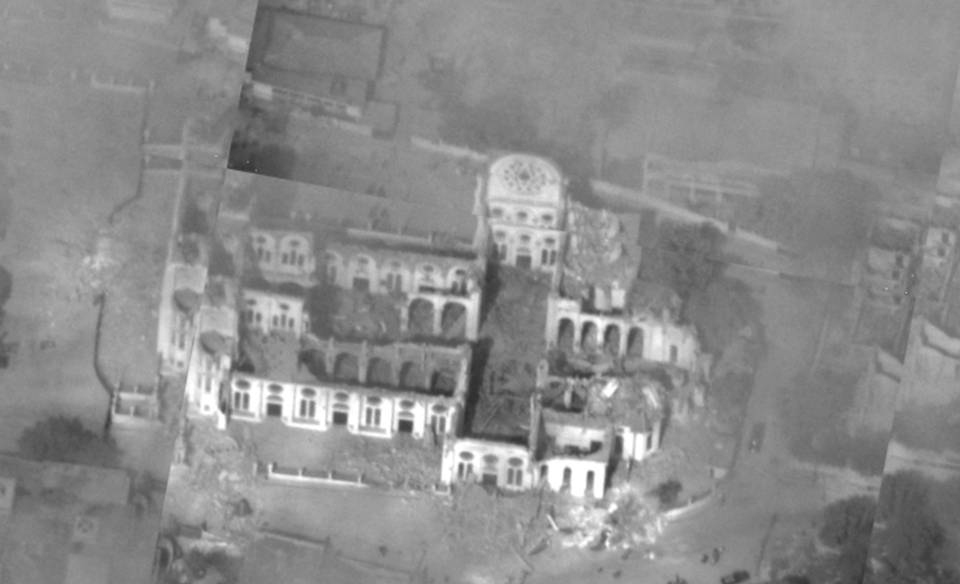
Fotografía aérea de la catedral devastada dos días después del terremoto del 12 de enero de 2010.

Según la Iglesia Católica en Haití, las diez diócesis de las dos provincias eclesiásticas de Haití que incluyen a 251 parroquias y alrededor de 1500 comunidades rurales cristianas. El clero indígena tiene alrededor de 400 sacerdotes diocesanos y 300 seminaristas. También hay 1300 sacerdotes religiosos misioneros pertenecientes a más de 70 congregaciones religiosas.
Los miembros de la iglesia y la propiedad sufrieron daños como resultado del terremoto de Haití de 2010. Entre los muertos estaban el arzobispo de Puerto Príncipe, Joseph Serge Miot y muchos seminaristas y religiosos, entre ellas la hermana del cardenal Paulo Evaristo Arns de Brasil. La Catedral de Puerto Príncipe, otras iglesias en dentro de Puerto Príncipe y ciudades vecinas, incluidas las de Léogâne y Petit-Goave, el Gran Seminario de Notre Dame; y algunas oficinas arquidiocesanas sufrieron daños o destrucción importantes.
En 2014, el Papa nombró al primer haitiano en convertirse en cardenal de la Iglesia: Chibly Langlois, obispo de Los Cayos y presidente de la Conferencia Episcopal Haitiana.

## Venerables y beatos
La Iglesia Católica reconoció al laico haitiano Pierre Toussaint como venerable por sus trabajos sociales durante la epidemia de fiebre amarilla. Así mismo la Iglesia beatificó al sacerdote Jacques Bonnaud, mártir de la persecución anticatólica durante la revolución francesa.